# Gennaro Maria di Borbone-Due Sicilie
Principe Gennaro delle Due Sicilie (nome completo: Gennaro Maria Francesco di Paola; Cannes, 24 gennaio 1882 – Cannes, 11 aprile 1944) è stato un principe di Borbone delle Due Sicilie.

## Famiglia
Il principe Gennaro era l'ottavo figlio del principe Alfonso, conte di Caserta e di sua moglie la principessa Maria Antonietta delle Due Sicilie.

## Matrimonio
Gennaro si sposò a Londra (Inghilterra) con il 27 giugno 1923 con Beatrice Bordessa Cont. di Villa Colli (n. a Saltney (Chester) 29 dic. 1881 † a West Malling 20 ag. 1963). Il padre Principe Alfonso, conte di Caserta riconobbe il loro matrimonio morganatico il 7 gennaio 1923 e concesse loro, insieme alla loro discendenza, il titolo comitale di Villa Colli.

## Titoli e trattamento
- 24 gennaio 1882 - 11 aprile 1944: Sua Altezza Reale, il principe Gennaro di Borbone-Due Sicilie

## Ascendenza
|                                                    |                               |                                      | Genitori                                  |  |  | Nonni |  |  | Bisnonni                      |  |  | Trisnonni                      |  |
|                                                    |                               |                                      |                                           |  |  |       |  |  | Francesco I delle Due Sicilie |  |  | Ferdinando I delle Due Sicilie |  |
|                                                    |                               |                                      |                                           |  |  |       |  |  | Francesco I delle Due Sicilie |  |  | Ferdinando I delle Due Sicilie |  |
|                                                    |                               | Maria Carolina d'Asburgo-Lorena      |                                           |  |  |       |  |  | Francesco I delle Due Sicilie |  |  |                                |  |
| Ferdinando II delle Due Sicilie                    |                               |                                      |                                           |  |  |       |  |  | Francesco I delle Due Sicilie |  |  |                                |  |
|                                                    |                               | Maria Isabella di Borbone-Spagna     | Carlo IV di Spagna                        |  |  |       |  |  |                               |  |  |                                |  |
|                                                    |                               | Maria Isabella di Borbone-Spagna     | Carlo IV di Spagna                        |  |  |       |  |  |                               |  |  |                                |  |
|                                                    |                               | Maria Isabella di Borbone-Spagna     | Maria Luisa di Borbone-Parma              |  |  |       |  |  |                               |  |  |                                |  |
| Alfonso di Borbone-Due Sicilie, conte di Caserta   |                               | Maria Isabella di Borbone-Spagna     |                                           |  |  |       |  |  |                               |  |  |                                |  |
|                                                    |                               | Carlo d'Asburgo-Teschen              | Leopoldo II d'Asburgo-Lorena              |  |  |       |  |  |                               |  |  |                                |  |
|                                                    |                               | Carlo d'Asburgo-Teschen              | Leopoldo II d'Asburgo-Lorena              |  |  |       |  |  |                               |  |  |                                |  |
|                                                    |                               | Carlo d'Asburgo-Teschen              | Maria Luisa di Borbone-Spagna             |  |  |       |  |  |                               |  |  |                                |  |
| Maria Teresa d'Asburgo-Teschen                     |                               | Carlo d'Asburgo-Teschen              |                                           |  |  |       |  |  |                               |  |  |                                |  |
|                                                    |                               | Enrichetta di Nassau-Weilburg        | Federico Guglielmo di Nassau-Weilburg     |  |  |       |  |  |                               |  |  |                                |  |
|                                                    |                               | Enrichetta di Nassau-Weilburg        | Federico Guglielmo di Nassau-Weilburg     |  |  |       |  |  |                               |  |  |                                |  |
|                                                    |                               | Enrichetta di Nassau-Weilburg        | Luisa Isabella di Kirchberg               |  |  |       |  |  |                               |  |  |                                |  |
| Gennaro Maria di Borbone-Due Sicilie               |                               | Enrichetta di Nassau-Weilburg        |                                           |  |  |       |  |  |                               |  |  |                                |  |
|                                                    | Francesco I delle Due Sicilie | Ferdinando I delle Due Sicilie       |                                           |  |  |       |  |  |                               |  |  |                                |  |
|                                                    | Francesco I delle Due Sicilie | Ferdinando I delle Due Sicilie       |                                           |  |  |       |  |  |                               |  |  |                                |  |
|                                                    | Francesco I delle Due Sicilie | Maria Carolina d'Asburgo-Lorena      |                                           |  |  |       |  |  |                               |  |  |                                |  |
| Francesco di Borbone-Due Sicilie, conte di Trapani | Francesco I delle Due Sicilie |                                      |                                           |  |  |       |  |  |                               |  |  |                                |  |
|                                                    |                               | Maria Isabella di Borbone-Spagna     | Carlo IV di Spagna                        |  |  |       |  |  |                               |  |  |                                |  |
|                                                    |                               | Maria Isabella di Borbone-Spagna     | Carlo IV di Spagna                        |  |  |       |  |  |                               |  |  |                                |  |
|                                                    |                               | Maria Isabella di Borbone-Spagna     | Maria Luisa di Borbone-Parma              |  |  |       |  |  |                               |  |  |                                |  |
| Maria Antonietta di Borbone-Due Sicilie            |                               | Maria Isabella di Borbone-Spagna     |                                           |  |  |       |  |  |                               |  |  |                                |  |
|                                                    |                               | Leopoldo II di Toscana               | Ferdinando III di Toscana                 |  |  |       |  |  |                               |  |  |                                |  |
|                                                    |                               | Leopoldo II di Toscana               | Ferdinando III di Toscana                 |  |  |       |  |  |                               |  |  |                                |  |
|                                                    |                               | Leopoldo II di Toscana               | Luisa Maria Amalia di Borbone-Due Sicilie |  |  |       |  |  |                               |  |  |                                |  |
| Maria Isabella d'Asburgo-Lorena                    |                               | Leopoldo II di Toscana               |                                           |  |  |       |  |  |                               |  |  |                                |  |
|                                                    |                               | Maria Antonia di Borbone-Due Sicilie | Francesco I delle Due Sicilie             |  |  |       |  |  |                               |  |  |                                |  |
|                                                    |                               | Maria Antonia di Borbone-Due Sicilie | Francesco I delle Due Sicilie             |  |  |       |  |  |                               |  |  |                                |  |
|                                                    |                               | Maria Antonia di Borbone-Due Sicilie | Maria Isabella di Borbone-Spagna          |  |  |       |  |  |                               |  |  |                                |  |
|                                                    |                               | Maria Antonia di Borbone-Due Sicilie |                                           |  |  |       |  |  |                               |  |  |                                |  |